# Andreas Aagesen

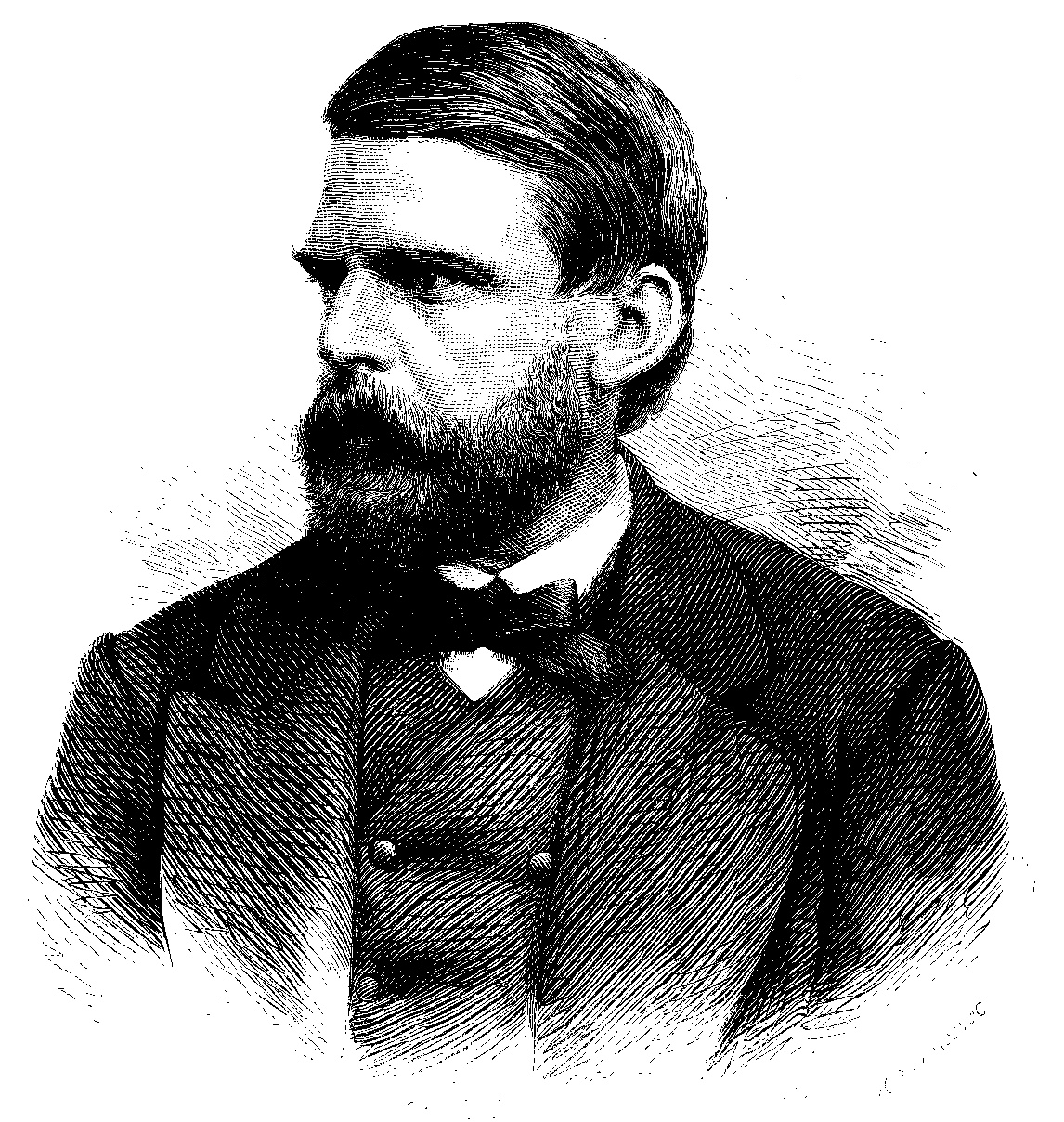
Andreas Aagesen

Andreas Aagesen (* 5. August 1826 in Kopenhagen; † 26. Oktober 1879 ebenda) war ein dänischer Jurist.

## Leben
Andreas Aagesen besuchte eine Schule in Christianshavn und studierte seit 1843 Rechtswissenschaften an der Universität Kopenhagen, unterbrach aber 1848 seine Hochschulausbildung, um an der Schleswig-Holsteinischen Erhebung teilzunehmen, in der als Führer eines Reservebataillons diente. 1855 wurde er Professor der Jurisprudenz an der Universität Kopenhagen. 1870 wurde er zum Mitglied der Kommission ernannt, der die Ausarbeitung des Seerechts und Handelsgesetzbuches oblag; und das Navigationsrecht von 1882 ist hauptsächlich sein Werk. 1879 trat er als Abgeordneter in das Landsting, die erste Kammer des Reichstags, ein. Sein Ansehen gewann er aber vor allem durch seine Leistungen als Universitätsprofessor. Er war der Nachfolger von Carl Christian Hall als Dozent für Römisches Recht, und auf diesem Gebiet waren seine Forschungen bahnbrechend.
Unter Aagesens zahlreichen juristischen Arbeiten sind hervorzuheben:
- Bidrag til Læren om Overdragelse af Eiendomsret og andre tinglige Rettigheder, Kopenhagen 1866
- Bemærkninger om Rettigheder over Ting, iste Række: om Retsbeskyttelsens forskjellige Udstrækning, Kopenhagen 1872
- Fortegnelse over Retssamlinger, Retslitteratur m. m. i Danmark, Norge, Sverige og til Dels Finland, Kopenhagen, 1876